# سیارک ۸۵۶

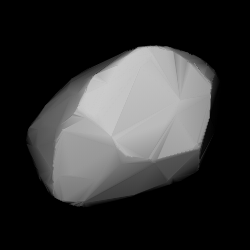
مدل سه‌بُعدی سیارک ۸۵۶ بر طبق منحنی نور آن

سیارک ۸۵۶ (به انگلیسی: 856 Backlunda، نامگذاری:1916S30) هشتصد و پنجاه و ششمین سیارک کشف شده‌است که در ۳ آوریل ۱۹۱۶ و در رصدخانه سایمیز کشف شد.
قدر مطلق سیارک برابر ۱۰٫۶۹ است.